# ФК «Локомотив» Москва в сезоне 2009
Сезон 2009 года — 18-й сезон футбольного клуба «Локомотив» в высшем дивизионе чемпионата России. По итогам сезона клуб занял четвёртое место в чемпионате.

## Предсезонная подготовка
Президент клуба Николай Наумов перед началом сезона поставил перед клубом задачу-минимум — войти в тройку призёров, и задачу-максимум — выиграть чемпионат и Кубок России.
Бюджет клуба на сезон-2009 составил 62 миллиона долларов, из них 32 млн было получено от спонсоров (ОАО РЖД) и 30 миллионов от деятельности клуба.
Главный тренер клуба Рашид Рахимов во время зимнего перерыва провёл некоторое обновление состава.
Часть игроков прошлогоднего состава, занявшего 7 место в чемпионате, покинули клуб. В их числе опытные игроки Владимир Маминов (завершил карьеру) и Сергей Гуренко, легионеры из дальнего зарубежья Перейра, Хамину Драман, Шакер Зуаги, Драман Траоре. Молодой форвард Роман Концедалов, не закрепившийся в основном составе, был отдан в аренду в Нальчик.
Были приобретены игроки из других российских клубов — Ян Дюрица, Томислав Дуймович, Станислав Иванов и Олег Кузьмин.

## Ход сезона
«Локомотив» неудачно стартовал в чемпионате страны и после шести туров занимал только 12-е место. В течение десяти дней клуб потерпел два ощутимых поражения в дерби с ЦСКА — 1:4 в чемпионате и 0:1 в четвертьфинале Кубка. После этого руководство клуба уволило главного тренера Рашида Рахимова.
Исполняющим обязанности главного тренера стал Владимир Маминов. При нём клуб в пяти матчах одержал 3 победы и 1 раз сыграл вничью и слегка поднялся в турнирной таблице — после первого круга «Локомотив» занимал 9-е место.
Летом 2009 года в клуб вернулся в качестве главного тренера Юрий Сёмин, у которого закончился контракт с киевским «Динамо». Вместе с ним из киевского клуба пришёл итальянский тренер по физподготовке Винченцо Пинколини. Первый матч при Сёмине был проигран «Сатурну», три следующих матча «Локомотив» сыграл вничью, но затем заиграл более уверенно, и выдал 10-матчевую беспроигрышную серию. К концу сезона «Локомотив» вышел на четвёртое место.
Капитаном клуба в первой половине сезона был Динияр Билялетдинов, а после его отъезда в Англию — бразилец Родолфо.

## Итоги сезона
В итоговой таблице чемпионата «Локомотив» стал четвёртым, набрав одинаковое количество очков с бронзовым призёром — «Зенитом» и отстав всего на очко от серебряного — московского «Спартака». В домашних матчах клуб не потерпел ни одного поражения.
Лучшим бомбардиром «Локомотива» в сезоне стал Дмитрий Сычёв — 13 мячей. Он же получил от болельщиков приз «Стальной рельс» как лучший игрок клуба в сезоне. Второе место в опросе фанатов занял вратарь Гильерме, третье — полузащитник Денис Глушаков.
«Локомотив» в 2009 году завоевал неофициальный титул «чемпиона Москвы», опередив по личным встречам ЦСКА, «Динамо», «Москву» и «Спартак».

## Форма
Поставщик формы:  Adidas
| Основная форма | Гостевая форма |

## Матчи ФК Локомотив Москва в 2009 году

### Чемпионат России. 1-й тур
| 13 марта 2009 | \| Локомотив \| 1:1 (0:1) \| Химки \| \| Глушаков 65′ \| Голы \| Йованович 28′ \| | Стадион: «Локомотив», Москва Зрителей: 14 240 Судья: Николаев А.В. (Москва) |
| Составы: Локомотив: Чех, Родолфо 24', Дуймович 82', Глушаков, Одемвинге, Муждири 79' (Торбинский 79'), Сычев, Дюрица 43' (Фининьо 43'), Баша, Янбаев, Билялетдинов. Химки: Березовский (к), Стрельцов, Тривунович, Кожанов 70' (Низамутдинов 70'), Никифоров, Цветкович, Йованович, Блатняк, Антипенко 54' 79' (Пилипчук 79'), Будянский, Настич. |                                                                                   |                                                                             |
| Локомотив | 1:1 (0:1)                                                                         | Химки                                                                       |
| Глушаков 65′ | Голы                                                                              | Йованович 28′                                                               |

### Чемпионат России. 2-й тур
| 21 марта 2009 | \| Ростов \| 1:1 (1:0) \| Локомотив \| \| Петрович 18′ \| Голы \| Глушаков 90′ \| | Стадион: «Олимп-2», Ростов-на-Дону Зрителей: 12 500 Судья: Сухина С. В. (Малаховка) |
| Составы: Ростов: Герус, Анджелович, Лебеденко 35' 62' (Астафьев 62'), Черкес, Ленгиел, Кульчий 90' (Кузнецов 90'), Петрович, Ахметович 81' (Акимов 81'), Рожков, Гацкан, Сливич. Локомотив: Чех, Кузьмин 72', Родолфо, Дуймович 60' 74' (Фалл 74'), Торбинский 64' 81' (Муджири 81' 90'), Глушаков 58', Одемвинге, Сычёв, Баша, Янбаев, Билялетдинов. |                                                                                   |                                                                                     |
| Ростов | 1:1 (1:0)                                                                         | Локомотив                                                                           |
| Петрович 18′ | Голы                                                                              | Глушаков 90′                                                                        |

### Чемпионат России. 3-й тур
| 4 апреля 2009 | \| Локомотив \| 2:1 (0:1) \| Крылья Советов \| \| Кузьмин 56′ · Дуймович 87′ \| Голы \| Калачёв 28′ \| | Стадион: «Локомотив», Москва Зрителей: 15 740 Судья: Дорошенко В. В. (Ейск) |
| Составы: Локомотив: Чех, Кузьмин, Родолфо 46' (Дюрица 46'), Дуймович, Глушаков, Одемвинге, Муджири 46' (Торбинский 46' 50'), Сычёв 85' (Фалл 85'), Баша 88', Янбаев, Билялетдинов. Крылья Советов: Лобос, Калачёв 58', Леилтон, Шишкин, Кулик, Бобёр (Таранов 82'), Савин 85' (Эскобар 80'), Ярошик, Р.Аджинджал (О.Иванов 69), Белозёров 42', Коллер. | |                                                                             |
| Локомотив | 2:1 (0:1)                                                                                              | Крылья Советов                                                              |
| Кузьмин 56′ · Дуймович 87′ | Голы                                                                                                   | Калачёв 28′                                                                 |

### Чемпионат России. 4-й тур
| 12 апреля 2009 | \| ЦСКА (Москва) \| 4:1 (1:0) \| Локомотив \| \| Дзагоев 35′ · Жирков 55′ · Дзагоев 72′ · Оуво Мусса Маазу 87′ \| Голы \| Баша 79′ \| | Стадион: «Лужники», Москва Зрителей: 25 000 Судья: Баскаков Ю. В. (Ейск) |
| Составы: ЦСКА: Акинфеев, Игнашевич, Дзагоев 90' (Калоуда 90'), Мамаев, Одиа, Красич, Жирков, Алдонин, Березуцкий 78', Щенников, Нецид 45' 70' (Маазу 70'). Локомотив: Чех, Кузьмин, Дуймович, Торбинский 77' (Муджири 77'), Глушаков, Сычёв, Фалл, Дюрица 34' 74' (Родолфо 74'), Баша, Янбаев, Билялетдинов 58' (Одемвинге 58'). | |                                                                          |
| ЦСКА (Москва) | 4:1 (1:0) | Локомотив                                                                |
| Дзагоев 35′ · Жирков 55′ · Дзагоев 72′ · Оуво Мусса Маазу 87′ | Голы | Баша 79′                                                                 |

### Чемпионат России. 5-й тур
| 19 апреля 2009 | \| Локомотив \| 1:1 (0:0) \| Зенит \| \| Родолфо 70′ \| Голы \| Ким Дон Джин 58′ \| | Стадион: «Локомотив», Москва Зрителей: 17 102 Судья: Гвардис А. П. (Калининград) |
| Составы: Локомотив: Чех 88', Кузьмин, Родолфо 79', Дуймович 44', Торбинский 78' (Глушаков 78'), Одемвинге 25' 69' (Фалл 69'), Сычёв 83' (Янбаев 83'), Дюрица, Баша 79', Билялетдинов, Иванов. Зенит: Малафеев, Анюков, Мейра, Крижанац 52' 85' (Широков 85'), Ким Дон Джин, Погребняк 81' (Текке 81'), Данни, Зырянов, Файзулин 75' (Хусти 75'), Денисов, Тимощук 50'. |                                                                                     |                                                                                  |
| Локомотив | 1:1 (0:0)                                                                           | Зенит                                                                            |
| Родолфо 70′ | Голы                                                                                | Ким Дон Джин 58′                                                                 |

### Кубок России по футболу 2008/2009. 1/4 финала
| 22 апреля 2009 | \| Локомотив \| 0:1 (0:0) \| ЦСКА (Москва) \| \| \| Голы \| Нецид 58′ \| | Стадион: «Локомотив», Москва Зрителей: 15 840 Судья: Лаюшкин М. В. (Москва) |
| Составы: Локомотив: Чех, Кузьмин, Родолфо, Дуймович 90', Глушаков 89' (Минченков 89'), Сычёв, Фалл 77' (Муджири 77'), Баша, Янбаев 89' (Кочиш 89'), Билялетдинов, С.Иванов. ЦСКА: Акинфеев, Игнашевич, Дзагоев 64', Мамаев, Одиа, Красич 62', Жирков, Алдонин, Березуцкий, Щенников, Нецид 90' (Маазу 90'). |                                                                          |                                                                             |
| Локомотив | 0:1 (0:0)                                                                | ЦСКА (Москва)                                                               |
| | Голы                                                                     | Нецид 58′                                                                   |

### Чемпионат России. 6-й тур
| 26 апреля 2009 | \| Кубань \| 1:0 (0:0) \| Локомотив \| \| Драман 90′ \| Голы \| \| | Стадион: «Кубань», Краснодар Зрителей: 23 500 Судья: Биглов И. Ф. (Уфа) |
| Составы: Кубань: Карюкин 90', Топчу 85', Касаев 88' (Тлисов 88'), Драман 90', Хагуш, Траоре 58' (Тихоновецкий 58' 60'), Засеев, Джиоев, Ушенин, Кейта 33', Боавентура. Локомотив: Чех, Кузьмин 75', Родолфо, Дуймович, Глушаков 35' 79' (Янбаев 79'), Сычёв, Сенников 89', Дюрица 45', Минченков 55' (Фалл 55'), Билялетдинов 22' (Муджири 22'), Иванов 43'. |                                                                    |                                                                         |
| Кубань | 1:0 (0:0)                                                          | Локомотив                                                               |
| Драман 90′ | Голы                                                               |                                                                         |

### Чемпионат России. 7-й тур
| 3 мая 2009 | \| Локомотив \| 1:0 (0:0) \| Спартак-Нальчик \| \| Дуймович 65′ \| Голы \| \| | Стадион: «Локомотив», Москва Зрителей: 11 862 Судья: Сухина С. В. (Малаховка) |
| Составы: Локомотив: Чех, Родолфо, Дуймович 21', Торбинский 40' 70' (Минченков 70'), Одемвингие 90' (Иванов 90'), Сычёв, Шарлес 84' (Муджири 84' 90'), Сенников, Баша, Кочиш, Янбаев. Спартак Нч: Хомич, Ятченко, Амисулашвили, Гогуа 45', Концевой 58' (Бикмаев 58' 82'), Машуков, Кисенков 40', Джудович 90', Леандро, Гошоков 73' (Дзахмишев 73'), Берхамов 31' 68' (Гетериев 68'). |                                                                               |                                                                               |
| Локомотив | 1:0 (0:0)                                                                     | Спартак-Нальчик                                                               |
| Дуймович 65′ | Голы                                                                          |                                                                               |

### Чемпионат России. 8-й тур
| 10 мая 2009 | \| Москва \| 0:0 (0:0) \| Локомотив \| | Стадион: им. Э.А.Стрельцова, Москва Зрителей: 6 000 Судья: Лаюшкин М. В. (Москва) |
| Составы: Москва: Жевнов, Шешуков 90', Григалава, Тарасов, Вукич 72' (Стрелков 72'), Ставпец, Набабкин 87', Епуряну 57' (Йоп 57' 77'), Крунич, Бракамонте 34', Чеснаускис 84' (Маренич 84'). Локомотив: Чех, Кузьмин, Родолфо 55', Торбинский 45' (Глушаков 45'), Одемвингие, Сычёв 64' (Дюрица 64'), Шарлес, Баша 45' 57', Кочиш, Янбаев, Иванов 60'. |                                        |                                                                                   |
| Москва | 0:0 (0:0)                              | Локомотив                                                                         |

### Чемпионат России. 9-й тур
| 16 мая 2009 | \| Локомотив \| 4:0 (1:0) \| Терек \| \| Одемвинге 13′ · Одемвинге 52′ · Глушаков 66′ · Муджири 90′ \| Голы \| \| | Стадион: «Локомотив», Москва Зрителей: 9 730 Судья: Петтай В. Л. (Петрозаводск) |
| Составы: Локомотив: Чех, Кузьмин 78', Родолфо, Глушаков, Одемвинге 13', Шарлес 67', Дюрица 64', Кочиш, Минченков 78' (Муджири 78'), Янбаев, Гатагов 86' (Пилиев 86'). Терек: Дикань, Забавник 82', Маргаритеску, Панку 10' 64', Петре 46' (Георгиев 46' 47'), Були, Власов, Бендзь, Смирнов, Ги 83' (Лахиялов 83'), Прудников 46' (Кобенко 46' 67'). | |                                                                                 |
| Локомотив | 4:0 (1:0) | Терек                                                                           |
| Одемвинге 13′ · Одемвинге 52′ · Глушаков 66′ · Муджири 90′ | Голы |                                                                                 |

### Чемпионат России. 10-й тур
| 23 мая 2009 | \| Рубин \| 2:0 (1:0) \| Локомотив \| \| Семак 9′ · Карадениз 47′ \| Голы \| \| | Стадион: «Центральный», Казань Зрителей: 15 000 Судья: Биглов И. Ф. (Уфа) |
| Составы: Рубин: Рыжиков 69', Адамов 67' 69' (Кабзе 69'), Ансальди, Сесар Навас, Сибайя, Семак, Домингес 55' 79' (Ребров 79'), Рязанцев, Баляйкин, Карадениз 76' (Горбанец 76' 81'), Шаронов. Локомотив: Чех, Кузьмин, Родолфо, Глушаков 89', Одемвинге 65' 74', Сычёв, Шарлес, Дюрица 39' 65', Кочиш 54' (Фининьо 54'), Янбаев, Иванов. |                                                                                 |                                                                           |
| Рубин | 2:0 (1:0)                                                                       | Локомотив                                                                 |
| Семак 9′ · Карадениз 47′ | Голы                                                                            |                                                                           |

### Чемпионат России. 11-й тур
| 30 мая 2009 | \| Локомотив \| 2:1 (2:1) \| Спартак \| \| Родолфо 22′ · Минченков 37′ \| Голы \| Алекс 44′ \| | Стадион: «Локомотив», Москва Зрителей: 28 100 Судья: Николаев А. В. (Москва) |
| Составы: Локомотив: Чех, Кузьмин, Родолфо, Дуймович, Глушаков 80', Сычёв 25' 51', Фининьо 47' 90', Шарлес, Минченков 61' (Фалл 61' 88' (Иванов 88')), Янбаев, Гатагов 20'. Спартак: Джанаев, Штранцль, Малик Фати 58' (Баженов 58'), Кариока 74' 80', Бояринцев, Дзюба, Саенко 46' (Макеев 46'), Веллитон 65', Алекс, Быстров 54', Йиранек 78'. |                                                                                                |                                                                              |
| Локомотив | 2:1 (2:1)                                                                                      | Спартак                                                                      |
| Родолфо 22′ · Минченков 37′ | Голы                                                                                           | Алекс 44′                                                                    |

### Чемпионат России. 12-й тур
| 14 июня 2009 | \| Сатурн \| 2:0 (1:0) \| Локомотив \| \| Зелао 20′ · Лоськов 53′ \| Голы \| \| | Стадион: «Сатурн», Раменское Зрителей: 10 500 Судья: Карасёв С. Г. (Москва) |
| Составы: Сатурн: Кински, Зелао, Игонин, Немов, Лоськов 79' (Сапета 79'), Кириченко 16' 75' (Топич 75'), Евсеев 72', Каряка, Ангбва, Кузьмичёв, Ал. Иванов 63' (Воробьев 63'). Локомотив: Чех, Кузьмин, Родолфо 54' (Дюрица 54'), Дуймович 30' (Иванов 30'), Одемвингие, Шарлес, Баша, Кочиш, Минченков, Янбаев, Гатагов 46' (Фалл 46' 86'). |                                                                                 |                                                                             |
| Сатурн | 2:0 (1:0)                                                                       | Локомотив                                                                   |
| Зелао 20′ · Лоськов 53′ | Голы                                                                            |                                                                             |

### Чемпионат России. 13-й тур
| 12 июля 2009 | \| Локомотив \| 0:0 (0:0) \| Томь \| | Стадион: «Локомотив», Москва Зрителей: 11 380 Судья: Николаев В. В. (Екатеринбург) |
| Составы: Локомотив: Гилерме, Кузьмин, Родолфо, Дуймович, Глушаков, Сычев, Фининьо 46' (Билялетдинов 46'), Сенников, Фалл 77' (Минченков 77'), Кочиш 46' (Гатагов 46'), Янбаев. Томь: Парейко, Климов, Скобляков, Мичков 85'), Корниленко 70' 79' (Волков 79'), Радосавлевич, Смирнов, Строев, Мазнов 89' (Немет 89'), Йокич, Харитонов 79' (Дядюн 79'). |                                      |                                                                                    |
| Локомотив | 0:0 (0:0)                            | Томь                                                                               |

### Кубок России по футболу 2009/2010. 1/16 финала
| 15 июля 2009 | \| СКА-Энергия \| 2:1 (2:0) \| Локомотив \| \| Коновалов 38′ · Гарбуз 45′ \| Голы \| Муджири 53′ \| | Стадион: им. Ленина, Хабаровск Зрителей: 10 000 Судья: Иванов Н. В. (Санкт-Петербург) |
| Составы: СКА-Энергия: Кабанов, Сафрониди 90', Кармазиненко 85' (Суховерхов 85'), Нестеренко 61' (Кутас 61'), Хатаженков, Коновалов, Казиханов, Запояска, Епифанов, Гарбуз 78' (Чистяков 78'), Серан. Локомотив: Чех, Муджири 80' (Полоз 80'), Фининьо 27' 46' (Войнов 46'), Шарлес, Кочиш, Павлов, Камболов, Минченков, Беляев, Фомин, Гатагов. | |                                                                                       |
| СКА-Энергия | 2:1 (2:0)                                                                                           | Локомотив                                                                             |
| Коновалов 38′ · Гарбуз 45′ | Голы                                                                                                | Муджири 53′                                                                           |

### Чемпионат России. 14-й тур
| 19 июля 2009 | \| Амкар \| 1:1 (0:0) \| Локомотив \| \| Сикимич 63′ \| Голы \| Сычёв 67′ \| | Стадион: «Звезда», Пермь Зрителей: 14 600 Судья: Казьменко В. А. (Ростов-на-Дону) |
| Составы: Амкар: Нарубин, Гришин, Пеев, Новакович, Салес (Жеан Карлос) 21' 33' (Виллиам Оливейра 33'), Дринчич, Жиляев 84' (Кушев 84'), Белоруков, Черенчиков, Калашников 66', Сикимич. Локомотив: Гилерме, Кузьмин 88', Дуймович, Глушаков, Муджири 76' (Кочиш 76'), Сычёв, Шарлес, Сенников 39' (Беляев 39'), Янбаев, Билялетдинов, Гатагов 90' (Фининьо 90'). |                                                                              |                                                                                   |
| Амкар | 1:1 (0:0)                                                                    | Локомотив                                                                         |
| Сикимич 63′ | Голы                                                                         | Сычёв 67′                                                                         |

### Чемпионат России. 15-й тур
| 25 июля 2009 | \| Локомотив \| 1:1 (0:0) \| Динамо \| \| Билялетдинов 69′ \| Голы \| Кержаков 78′ \| | Стадион: «Локомотив», Москва Зрителей: 15 521 Судья: Баскаков Ю. В. (Москва) |
| Составы: Локомотив: Гилерме, Кузьмин 73', Родолфо, Дуймович, Глушаков, Одемвингие, Сычёв, Шарлес, Янбаев 73' (Фининьо 73'), Билялетдинов, Гатагов 76'. Динамо: Габулов, Ковальчик 72' (Кокорин 72'), Фернандес, Комбаров, Хохлов, Комбаров, Кержаков, Гранат, Уилкшир, Колодин, Свежов 63' (Ропотан 63'). |                                                                                       |                                                                              |
| Локомотив | 1:1 (0:0)                                                                             | Динамо                                                                       |
| Билялетдинов 69′ | Голы                                                                                  | Кержаков 78′                                                                 |

### Чемпионат России. 16-й тур
| 2 августа 2009 | \| Локомотив \| 2:0 (1:0) \| Ростов \| \| Билялетдинов 41′ · Астафьев (авт.) 86′ \| Голы \| \| | Стадион: «Локомотив», Москва Зрителей: 20 350 Судья: Иванов Н. В. (Санкт-Петербург) |
| Составы: Локомотив: Гилерме, Родольфо, Дуймович 8', Глушаков, Одемвингие, Сычев, Асатиани, Павлов 64' 89' (Муджири 89'), Янбаев, Билялетдинов, Гатагов 77' (Фининьо 77'). Ростов: Герус, Лебеденко 56' (Петрович 56'), Ленгиел, Кульчий, Астафьев, Осинов 87', Ахметович, Хон Ён Чо 21' (Луценко 21' 70' (Салугин 70')), Живанович, Гацкан 24', Сливич 40'. |                                                                                                |                                                                                     |
| Локомотив | 2:0 (1:0)                                                                                      | Ростов                                                                              |
| Билялетдинов 41′ · Астафьев (авт.) 86′ | Голы                                                                                           |                                                                                     |

### Чемпионат России. 17-й тур
| 9 августа 2009 | \| Крылья Советов \| 1:3 (0:1) \| Локомотив \| \| Адамов 90′ \| Голы \| Шишкин (авт.) 43′ · Сычёв 69′ · Гатагов 85′ \| | Стадион: «Металлург», Самара Зрителей: 13 500 Судья: Петтай В. Л. (Петрозаводск) |
| Составы: Крылья Советов: Лобос, Калачёв, Шишкин, Кулик, Бобёр 74' (Игнатьев 74'), Таранов, Савин 56' (Коллер 56'), Аджинджал 76', Адамов, Будылин, Белозёров. Локомотив: Гилерме, Кузьмин, Родолфо, Дуймович, Глушаков 68' (Гатагов 68'), Одемвингие, Сычёв 63', Шарлес 90' (Фалл 90'), Асатиани 55', Янбаев, Билялетдинов 80' (Дюрица 80'). | |                                                                                  |
| Крылья Советов | 1:3 (0:1) | Локомотив                                                                        |
| Адамов 90′ | Голы | Шишкин (авт.) 43′ · Сычёв 69′ · Гатагов 85′                                      |

### Чемпионат России. 18-й тур
| 16 августа 2009 | \| Локомотив \| 2:1 (1:0) \| ЦСКА (Москва) \| \| Билялетдинов 43′ · Сычёв 90′ \| Голы \| Дзагоев 60′ \| | Стадион: «Локомотив», Москва Зрителей: 23 140 Судья: Лаюшкин М. В. (Москва) |
| Составы: Локомотив: Гилерме, Кузьмин, Родолфо, Дуймович, Глушаков 68' (Гатагов 68'), Одемвингие 78' (Вагнер 78'), Сычёв 90' (Сенников 90'), Шарлес, Асатиани, Янбаев, Билялетдинов. ЦСКА: Акинфеев, Шемберас 90' (Рикардо Жезус 90'), Игнашевич, Березуцкий, Вагнер Лав 82' (Нецид 82'), Дзагоев 38', Мамаев, Красич 66', Алдонин, Березуцкий, Щенников 59' (Марк Гонсалес 59'). | |                                                                             |
| Локомотив | 2:1 (1:0)                                                                                               | ЦСКА (Москва)                                                               |
| Билялетдинов 43′ · Сычёв 90′ | Голы | Дзагоев 60′                                                                 |

### Чемпионат России. 19-й тур
| 23 августа 2009 | \| Зенит \| 1:1 (1:1) \| Локомотив \| \| Текке 28′ \| Голы \| Вагнер 9′ \| | Стадион: «Петровский», Санкт-Петербург Зрителей: 21 500 Судья: Сухина С. В. (Малаховка) |
| Составы: Зенит: Малафеев, Анюков, Мейра, Ким Дон Джин 90', Ломбертс, Текке 90' (Каннуников 90'), Широков, Зырянов 33', Корниленко 67' (Розина 67'), Семшов 82' (Ионов 82'), Хусти. Локомотив: Гилерме, Кузьмин, Родолфо 52', Дуймович, Одемвингие 61' (Торбинский 61' 64'), Сычёв, Вагнер 74' (Гатагов 74'), Шарлес, Асатиани, Янбаев 42'), Билялетдинов 52'). |                                                                            |                                                                                         |
| Зенит | 1:1 (1:1)                                                                  | Локомотив                                                                               |
| Текке 28′ | Голы                                                                       | Вагнер 9′                                                                               |

### Чемпионат России. 20-й тур
| 29 августа 2009 | \| Локомотив \| 4:1 (0:0) \| Кубань \| \| Сычёв 69′ · Одемвинге 71′ · Кочиш 73′ · Вагнер 86′ \| Голы \| Тлисов 61′ \| | Стадион: «Локомотив», Москва Зрителей: 12 037 Судья: Попов В. В. (Екатеринбург) |
| Составы: Локомотив: Гилерме, Дуймович, Глушаков, Одемвинге, Сычёв, Вагнер 82', Сенников, Кочиш, Асатиани, Янбаев 90' (Камболов 90'), Гатагов 90' (Минченков 90'). Кубань: Степанов 18' (Карюкин 18' 68'), Тлисов, Топчу 70', Драман 4' 75' (Шевченко 75'), Хагуш, Жавнерчик, Засеев, Джиоев, Бабангида, Окодува 63' (Сквернюк 63'), Боавентура 90'. | |                                                                                 |
| Локомотив | 4:1 (0:0) | Кубань                                                                          |
| Сычёв 69′ · Одемвинге 71′ · Кочиш 73′ · Вагнер 86′ | Голы | Тлисов 61′                                                                      |

### Чемпионат России. 21-й тур
| 13 сентября 2009 | \| Спартак-Нальчик \| 0:1 (0:0) \| Локомотив \| \| \| Голы \| Сычев пен. 65′ \| | Стадион: «Спартак», Нальчик Зрителей: 10 000 Судья: Ковалёв А. Б. (Тамбов) |
| Составы: Спартак Нч: Радич 66', Феррейра, Ятченко, Амисулашвили, Машуков 70' 85' (Бикмаев 85'), Филатов 90', Пилипчук 36' 78' (Лаго 78'), Леандро, Гетериев, Асильдаров, Калимуллин 72' (Концевой 72'). Локомотив: Гилерме 90', Дуймович, Торбинский 29' 75' (Кайта 75'), Глушаков 89' (Кузьмин 89'), Одемвинге 36', Сычёв 74', Вагнер 45' (Гатагов 45'), Баша, Кочиш, Асатиани, Янбаев. |                                                                                 |                                                                            |
| Спартак-Нальчик | 0:1 (0:0)                                                                       | Локомотив                                                                  |
| | Голы                                                                            | Сычев пен. 65′                                                             |

### Чемпионат России. 22-й тур
| 19 сентября 2009 | \| Локомотив \| 1:0 (1:0) \| Москва \| \| Сычёв пен. 45′ \| Голы \| \| | Стадион: «Локомотив», Москва Зрителей: 12 430 Судья: Сухина С. В. (Малаховка) |
| Составы: Локомотив: Гилерме, Родолфо, Дуймович 23', Торбинский 81' (Кузьмин 81'), Глушаков 32' 58' (Кайта 58'), Одемвингие 90' (Минченков 90'), Сычёв 45', Кочиш 50', Асатиани, Янбаев, Гатагов. Кубань: Жевнов, Шешуков, Илич, Тарасов 16', Набабкин 44', Голышев 76' (Маренич 76'), Самедов, Якубко 1' 46' (Стрелков 46'), Окоронкво, Дакоста, Чеснаускис. |                                                                        |                                                                               |
| Локомотив | 1:0 (1:0)                                                              | Москва                                                                        |
| Сычёв пен. 45′ | Голы                                                                   |                                                                               |

### Чемпионат России. 23-й тур
| 27 сентября 2009 | \| Терек \| 2:1 (1:0) \| Локомотив \| \| Садаев 24′ · Панку 54′ \| Голы \| Родольфо 80′ \| | Стадион: им. С.Билимханова, Грозный Зрителей: 7100 Судья: Безбородов В. Ю. (Санкт-Петербург) |
| Составы: Терек: Дикань, Забавник, Хаймович 23', Георгиев 84' (Гогуа 84' 90'), Панку, Лахиялов, Садаев 55' (Петре 55' 90'), Кацаев 90' (Бракамонте 90'), Джабраилов, Омельянчук, Уциев. Локомотив: Гилерме, Родолфо 36', Дуймович 62', Торбинский 46' (Глушаков 46'), Одемвинге, Сычёв, Кайта, Кочиш 85' (Минченков 85'), Асатиани, Янбаев, Гатагов. |                                                                                            |                                                                                              |
| Терек | 2:1 (1:0)                                                                                  | Локомотив                                                                                    |
| Садаев 24′ · Панку 54′ | Голы                                                                                       | Родольфо 80′                                                                                 |

### Чемпионат России. 24-й тур
| 4 октября 2009 | \| Локомотив \| 2:1 (2:0) \| Рубин \| \| Одемвинге 2′ · Одемвинге 35′ \| Голы \| Салуквадзе 76′ \| | Стадион: «Локомотив», Москва Зрителей: 15210 Судья: Сухина С. В. (Малаховка) |
| Составы: Локомотив: Гилерме 81', Кузьмин 44', Родолфо 33', Асатиани 81', Дуймович, Торбинский 90' (Гатагов 90'), Глушаков, Шарлес 52' 62' (Кочиш 62'), Янбаев, Одемвинге 87' (Камболов 87'), Сычёв. Рубин: Рыжиков, Ансальди 48', Сесар Навас, Салуквадзе, Шаронов, Семак, Рязанцев, Нобоа 90', Касаев 14' (Баляйкин 14'), Домингес, Бухаров. | |                                                                              |
| Локомотив | 2:1 (2:0)                                                                                          | Рубин                                                                        |
| Одемвинге 2′ · Одемвинге 35′ | Голы                                                                                               | Салуквадзе 76′                                                               |

### Чемпионат России. 25-й тур
| 18 октября 2009 | \| Спартак \| 3:0 (1:0) \| Локомотив \| \| Жано Ананидзе 40′ · Веллитон 63′ · Квинси Овусу Абейе 84′ \| Голы \| \| | Стадион: «Лужники», Москва Зрителей: 37000 Судья: Баскаков Ю. В. (Москва) |
| Составы: Локомотив: Гилерме, Кузьмин, Родолфо 79' (Минченков 79'), Асатиани 41', Дуймович, Торбинский 59' (Гатагов 59'), Глушаков 75' (Фалл 75'), Шарлес, Янбаев, Одемвинге 20', Сычёв. Спартак: Джанаев, Штранцль, Кудряшов, Паршивлюк, Иранек, Кариока 60' (Григорьев 60'), Сабитов 64', Алекс 90' (Рыжков 90'), Ананидзе, Веллитон, Баженов 81' (Квинси 81'). | |                                                                           |
| Спартак | 3:0 (1:0) | Локомотив                                                                 |
| Жано Ананидзе 40′ · Веллитон 63′ · Квинси Овусу Абейе 84′ | Голы |                                                                           |

### Чемпионат России. 26-й тур
| 24 октября 2009 | \| Локомотив \| 2:2 (0:1) \| Сатурн \| \| Дуймович 47′ · Сычёв 88′ \| Голы \| Каряка 32′ · Кузьмичёв 51′ \| | Стадион: «Локомотив», Москва Зрителей: 10371 Судья: Петтай В. Л. (Петрозаводск) |
| Составы: Локомотив: Гилерме, Баша, Кузьмин 82' (Фалл 82'), Гатагов, Асатиани 30', Торбинский 65', Дуймович, Янбаев, Шарлес 69' (Минченков 69'), Глушаков, Сычёв. Сатурн: Кински 56', Нахушев, Грачёв 36', Зелао 40' 78', Ангбва, Кузьмичев, Каряка, Немов, Иванов 90+3' (Ковель 90+3'), Воробьёв 83' (Левченко 83'), Топич. | |                                                                                 |
| Локомотив | 2:2 (0:1)                                                                                                   | Сатурн                                                                          |
| Дуймович 47′ · Сычёв 88′ | Голы | Каряка 32′ · Кузьмичёв 51′                                                      |

### Чемпионат России. 27-й тур
| 1 ноября 2009 | \| Томь \| 1:3 (1:2) \| Локомотив \| \| Мазнов 20′ \| Голы \| Сычёв пен. 11′ · Сычёв 33′ · Одемвинге 47′ \| | Стадион: «Труд», Томск Зрителей: 12000 Судья: Ковалёв А. Б. (Тамбов) |
| Составы: Томь: Парейко, Гультяев 6', Д. Н. Смирнов, Йокич 61', Скобляков, Мичков 75' (Киселёв 75'), Ковальчук 80' (Климов 80'), Д. А. Смирнов 62' (Радосавлевич 62'), Харитонов, Дзюба 61', Мазнов. Локомотив: Гилерме, Кузьмин, Сенников, Баша, Камболов 61', Гатагов, Дуймович 22', Глушаков 5' 74' (Кочиш 74'), Янбаев, Одемвинге, Сычёв. | |                                                                      |
| Томь | 1:3 (1:2)                                                                                                   | Локомотив                                                            |
| Мазнов 20′ | Голы | Сычёв пен. 11′ · Сычёв 33′ · Одемвинге 47′                           |

### Чемпионат России. 28-й тур
| 7 ноября 2009 | \| Локомотив \| 1:0 (0:0) \| Амкар \| \| Сычёв 90+4′ \| Голы \| \| | Стадион: «Локомотив», Москва Зрителей: 11067 Судья: Егоров И. В. (Нижний Новгород) |
| Составы: Локомотив: Гилерме, Баша, Асатиани, Гатагов, Торбинский 60', Глушаков 28' (Вагнер 28'), Шарлес 37' 56', Янбаев, Одемвинге 72', Сычёв 90', Кочиш. Амкар: Усминский, Федорив 66', Сираков, Белоруков 37', Гришин, Померко 42', Новакович 75', Дринчич, Соколов 46' (Пеев 46'), Волков 84' (Жиляев 84' 90+2'), Кушев. |                                                                    |                                                                                    |
| Локомотив | 1:0 (0:0)                                                          | Амкар                                                                              |
| Сычёв 90+4′ | Голы                                                               |                                                                                    |

### Чемпионат России. 29-й тур
| 21 ноября 2009 | \| Динамо \| 0:2 (0:1) \| Локомотив \| \| \| Голы \| Торбинский 8′ · Вагнер 52′ \| | Стадион: «Арена Химки», Химки Зрителей: 8036 Судья: Карасев С. Г. (Москва) |
| Составы: Динамо: Габулов, Ковальчик, Колодин, Фернандес, Гранат, Ропотан 46' (Кокорин 46'), Агияр 51', Хохлов 69', К. Комбаров, Д. Комбаров, Кержаков. Локомотив: Гильерме, Сенников, Асатиани, Родолфо, Янбаев, Дуймович, Гатагов 78' (Кузьмин 78'), Торбинский 88' (Кочиш 88'), Глушаков, Вагнер 90' (Минченков 90'), Одемвингие. |                                                                                    |                                                                            |
| Динамо | 0:2 (0:1)                                                                          | Локомотив                                                                  |
| | Голы                                                                               | Торбинский 8′ · Вагнер 52′                                                 |

### Чемпионат России. 30-й тур
| 28 ноября 2009 | \| Химки \| 1:3 (0:0) \| Локомотив \| | Стадион: «Арена Химки», Химки Зрителей: Судья: |
| Химки          | 1:3 (0:0)                             | Локомотив                                      |

## Статистика игроков ФК «Локомотив» Москва в 2009 году
| №  | Игрок      | Гражданство | Матчи | Минуты | ЧР | ЧР ЖК | ЧР КК | КР | КР ЖК | КР КК |
| -- | ---------- | ----------- | ----- | ------ | -- | ----- | ----- | -- | ----- | ----- |
| 11 | Сычёв      | Россия      | 27    |        | 13 | 4     | 1     |    |       |       |
| 9  | Одемвингие | ,           | 24    |        | 7  | 5     | 1     |    |       |       |
| 45 | Минченков  | Россия      | 12    |        | 1  |       |       |    |       |       |
| 19 | Фалл       | Сенегал     | 11    |        |    | 1     |       |    |       |       |
| 25 | Кочиш      | Румыния     | 15    |        | 1  | 1     |       |    |       |       |
| 13 | Вагнер     | Бразилия    | 7     |        | 3  | 1     |       |    |       |       |
| 10 | Муджири    | Грузия      | 9     |        | 1  | 2     |       | 3  |       |       |
| 30 | Асатиани   | Грузия      | 14    |        |    | 4     |       |    |       |       |
| 16 | Шарлес     | Бразилия    | 15    |        |    | 1     | 1     |    |       |       |
| 7  | Торбинский | Россия      | 17    |        | 1  | 8     |       |    |       |       |
| 81 | Гатагов    | Россия      | 22    |        | 1  | 1     |       |    |       |       |
| 5  | Дуймович   | Хорватия    | 26    |        | 3  | 8     |       |    |       |       |
| 8  | Глушаков   | Россия      | 27    |        | 3  | 6     |       |    |       |       |
| 55 | Янбаев     | Россия      | 30    |        |    | 1     |       |    |       |       |
| 44 | Камболов   | Россия      | 4     |        |    |       | 1     |    |       |       |
| 17 | Сенников   | Россия      | 9     |        |    | 1     |       |    |       |       |
| 20 | Дюрица     | Словакия    | 10    |        |    | 2     | 1     |    |       |       |
| 23 | Баша       | Сербия      | 12    |        | 1  |       | 2     |    |       |       |
| 4  | Родолфо    | Бразилия    | 24    |        | 3  | 5     |       |    |       |       |
| 3  | Кузьмин    | Россия      | 24    |        | 1  | 5     | 1     |    |       |       |

Условные обозначения:
- ЧР  — голы в Чемпионате России по футболу 2009
- ЧР ЖК  — желтые карточки в Чемпионате России по футболу 2009
- ЧР КК  — красные карточки в Чемпионате России по футболу 2009
- КР  — голы в Кубке России по футболу 2008—2009 и в Кубке России по футболу 2009—2010
- КР ЖК  — желтые карточки в Кубке России по футболу 2008—2009 и в Кубке России по футболу 2009—2010
- КР КК  — красная карточки в Кубке России по футболу 2008—2009 и в Кубке России по футболу 2009—2010